# Kharumwa
Kharumwa è una circoscrizione rurale (rural ward) della Tanzania situata nel distretto di Nyang'hwale, regione di Geita. Conta una popolazione di 13 480 abitanti (censimento 2012).